# Camille Huyghe
Pour les articles homonymes, voir Huyghe.
 Camille Huyghe, né le 16 février 1930 à Auxi-le-Château (Pas-de-Calais) et mort le 21 décembre 2023 à Abbeville (Somme), est un coureur cycliste français. Il évolue au niveau professionnel durant les années 1950.

## Palmarès
- 1952
  - 1rea étape de la Route de France
  - Paris-Abbeville[3]
  - 2e du championnat des Flandres indépendants
  - 3e du Tour de la Manche
- 1953
  - Paris-Abbeville
  - Poly Nordiste
  - 2e du championnat des Flandres indépendants
  - 3e de Paris-Arras
  - 3e du Grand Prix de Saint-Omer
- 1954
  - Poly Nordiste
  - 2e étape du Tour de la Manche (contre-la-montre)
  - 3e du Tour de la Manche
- 1955
  - Poly Nordiste
  - 2e étape du Critérium du Dauphiné libéré
- 1956
  - 4ea étape de Paris-Nice
  - 6e étape du Tour des Provinces du Sud-Est
- 1957
  - 3e du Grand Prix d'Isbergues
- 1958
  - 1re étape des Boucles de la Gartempe
  - 2e du Grand Prix de Saint-Omer

## Résultats sur les grands tours

### Tour de France
1 participation
- 1956 : 80e

### Tour d'Espagne
1 participation
- 1957 : abandon (9e étape)

## Distinctions
- Médaille de la jeunesse, des sports et de l'engagement associatif, bronze (2016)[4]